# Zupfgeigenhansel
Zupfgeigenhansel was een Duits folkduo opgericht door Erich Schmeckenbecher en Thomas Friz dat in de jaren 1970 en 1980 negen albums uitbracht.

## Naam
De groep vernoemde zichzelf naar het Wandervogel-liedboek Der Zupfgeigenhansl, gepubliceerd in 1909. Hun repertoire overlapt echter slechts gedeeltelijk met de inhoud van het liedboek.

## Geschiedenis

### Jaren 1970
Schmeckenbecher en Friz ontmoetten elkaar in 1972 en speelden samen als straatmuzikanten. Vanaf 1974 traden ze onder de naam Zupfgeigenhansel op in verschillende folkclubs, voornamelijk in Zuid-Duitsland. Daarna volgden verschillende radio-optredens in het programma Liederladen van de Südwestfunk en in het FS-programma Nachklapp van de Saarländischer Rundfunk. De vroege jaren 70 waren de hoogdagen van de folk. Zupfgeigenhansel werd een van de belangrijkste vertegenwoordigers van het genre in Duitsland.
Het duo stelde zich aanvankelijk tot doel Duitse volksliederen met een liberaal karakter te herontdekken, sommige ervan van hun eigen melodieën te voorzien en ze weer populair te maken. De liederen gaan over het leven van de "gewone" mensen, maar dragen wel een progressieve boodschap: liefde, ontbering, verdriet maar ook ondernemingszin, minachting voor staat en Kerk, en verzet tegen militarisme. 
In 1976 werd de eerste LP Volkslieder I uitgebracht door de uitgeverij Plans en het jaar daarop de LP Volkslieder II. Hiervoor werden ze in 1977 genomineerd voor de Duitse Platenprijs. In 1978 ontvingen ze de prijs Artiest van het Jaar 1978 – Ensemble Pop national van de Duitse Phonoacademy en publiceerden ze hun eerste liedboek met 222 volksliederen onder de titel Es wollt ein Bauer früh aufstehn (met een totale oplage van meer dan 250.000). Hun grootste commerciële succes behaalden ze in 1979 met de LP 'ch hob gehert sogn, die uitsluitend Jiddische liederen bevat en een blijvende invloed had op de Klezmer in Duitsland.

### De jaren 80
In het begin van de jaren 80, met de opkomst van de Neue Deutsche Welle, ebde de belangstelling voor folk geleidelijk weg. Zupfgeigenhansel schreef steeds vaker eigen werk of werkte samen met andere tekstschrijvers. Voor de laatste plaat putten ze uit het werk van de bijna vergeten Oostenrijkse dichter Theodor Kramer. Voorafgaand aan de daaropvolgende tournee in 1986 ontstonden interne geschillen, die uiteindelijk leidden tot de ontbinding van de groep. Zupfgeigenhansel's laatste officiële live-optreden was in 1986 als verrassingsgast bij heen concert van Pete Seeger in de kolenmijn van Bochum.

### Reünie
Na meer dan 35 jaar stilzwijgen begon het tweetal in oktober 2021 te werken aan een retrospectieve van hun carrière. De neerslag was een 3-cd-boxset met vier boekjes, die in de zomer van 2022 ter gelegenheid van hun 50-jarig jubileum werd uitgebracht. Vijftig opnames waren nooit eerder verscheneb, waaronder een compleet concert uit 1975. 
In 2022 ontpopte het lied Ich bin Soldate, aber bin ich nicht gern (Ik ben een soldaat, maar ik vind het niet leuk) zich tot een anti-oorlogslied. Het was werd voor het eerst uitgebracht in 1976 op het album Volkslieder I en werd binnen een jaar na de digitale heruitgave alleen al meer dan 5 miljoen keer bekeken op YouTube en Spotify. In september 2022 traden ze voor het eerst in 36 jaar weer op: ter gelegenheid van het 50-jarig jubileum van de liveclub Laboratorium in Stuttgart speelden ze een intermezzo van 15 minuten. In oktober brachten ze Bella Ciao uit als single. 
Niet lang nadien kondigde Thomas Friz zijn definitieve afscheid aan, op een tribute-concert waarbij de band het podium deelde met bevriende artiesten en jonge muziekgroepen die door hen geïnspireerd waren.
In augustus 2023 stierf Thomas Friz op 73-jarige leeftijd in Göppingen na een hartaanval. 

## Discografie
- 1976: Volkslieder I
- 1977: Volkslieder II
- 1978: Volkslieder III
- 1979: 'ch hob gehert sogn (Jiddische liederen)
- 1980: Eintritt frei (Live)
- 1982: Miteinander (met Stephan Schmolck, basgitaar, en Mic Oechsner, viool)
- 1983: Kein schöner Land (met Sigi Busch, bas, en Mic Oechsner, viool)
- 1984: Liebeslieder (met Sigi Busch, bas, en Mic Oechsner, viool)
- 1985: Andre, die das Land so sehr nicht liebten (Liederen op teksten van Theodor Kramer)
- 2022: Miteinander - 50 Jahre - 70 Lieder (Zupfgeigenhansel/D7, 3-CD album samengesteld door de band zelf met ca. 50 niet eerder uitgebrachte opnames)